# Yutaka Tanoue
Yutaka Tanoue (田上 裕 Tanoue Yutaka?, 12 de enero de 1986, Kagoshima) es un exfutbolista japonés.

## Trayectoria

### Clubes
| Club                | País  | Año         |
| ------------------- | ----- | ----------- |
| FC Kariya           | Japón | 2008        |
| FC Ryukyu           | Japón | 2009        |
| FC Kagoshima        | Japón | 2010 - 2013 |
| Kagoshima United FC | Japón | 2013 - 2020 |

## Estadística de carrera

### J. League
| Club                | Año   | J. League | J. League | Copa J. League | Copa J. League | Total | Total |
| Club                | Año   | Part.     | Goles     | Part.          | Goles          | Part. | Goles |
| ------------------- | ----- | --------- | --------- | -------------- | -------------- | ----- | ----- |
| Kagoshima United FC | 2016  | 25        | 0         | -              | -              | 25    | 0     |
| Kagoshima United FC | 2017  | 10        | 0         | -              | -              | 10    | 0     |
| Total               | Total | 35        | 0         | 0              | 0              | 35    | 0     |